# برونو هيك
برونو هيك هو سياسي ألماني، ولد في 20 يناير 1917 في آلن في ألمانيا، وتوفي في 16 سبتمبر 1989 في بلاوبويرن في ألمانيا. نشط حزبياً في الاتحاد الديمقراطي المسيحي. وقد انتخب الأمين العام لحزب الاتحاد الديمقراطي المسيحي ‏ (1967 – 1971) وانتخب عضو في البوندستاغ الألماني خلال فترته النيابية ‏ (15 أكتوبر 1957 – 15 أكتوبر 1961) وانتخب عضو في البرلمان الأوروبي.

## وصلات خارجية
- برونو هيك على موقع مونزينجر (الألمانية)